# فيلقية حمراء
فيلقية حمراء (الاسم العلمي: Legionella erythra) هي نوع من البكتيريا يتبع جنس الفيلقية من الفصيلة الفيالقية.	تم عزلها من برج تبريد مياه في سياتل في الولايات المتحدة الأمريكية.